# コスタリカ料理

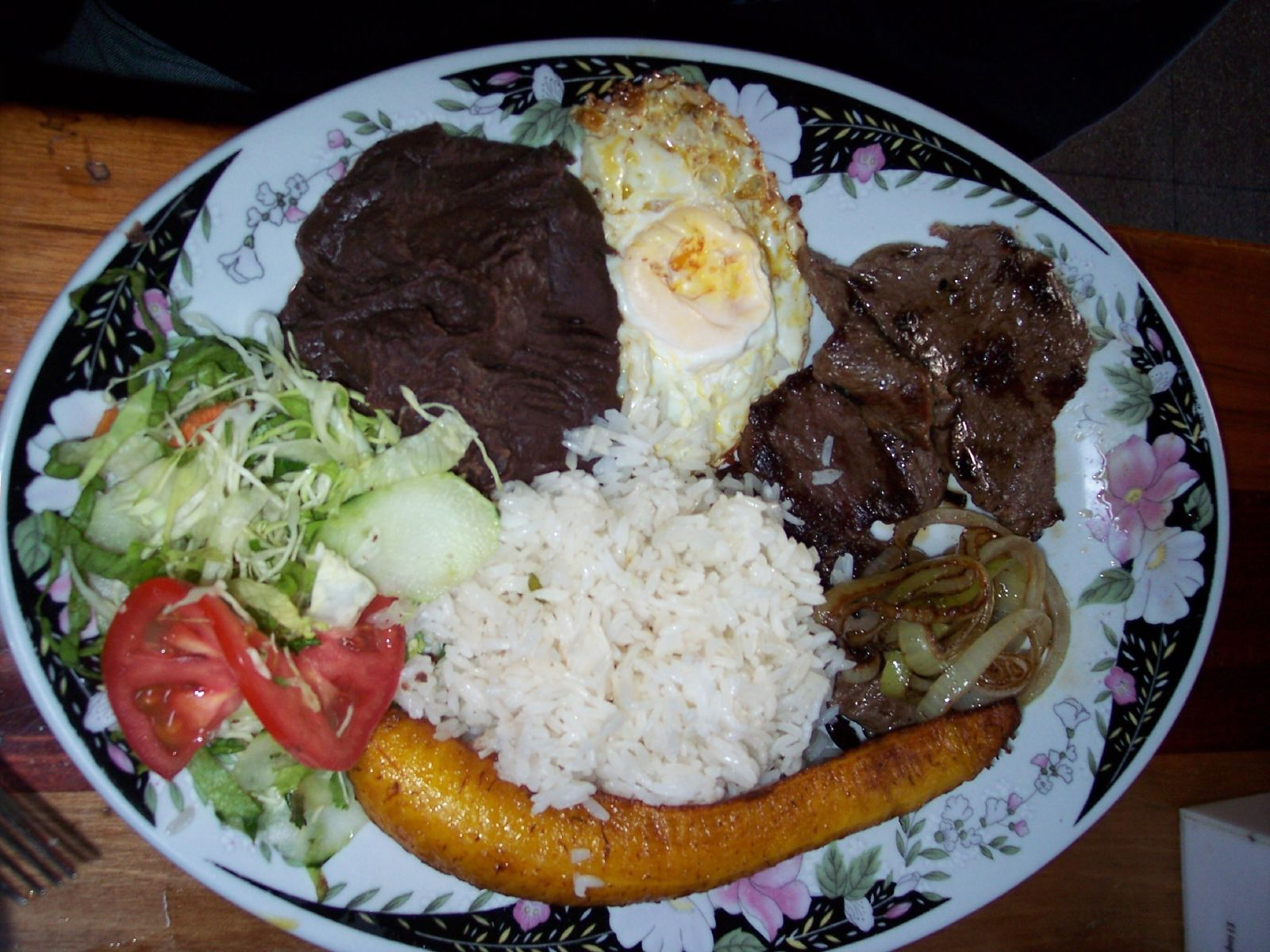
カサード（定食）の一例

コスタリカ料理（スペイン語: Gastronomía de Costa Rica）は、果物や野菜をふんだんに使う、マイルドな味わいが特徴の料理である。

## 特徴
コスタリカはかつてスペイン領であったほか、ヨーロッパやアジアなど世界各地からの移民が住んでいるために料理も多種多様であり、スペイン料理やイタリア料理、中華料理など、それぞれの国・地域の本格的な料理を楽しめるレストランが多数ある。地元の郷土料理は国民の愛称からティコ (Tico) 料理、またはコミーダ・ティピカ（comida tipica, 「典型的料理」）と呼ばれており、他の中米諸国の郷土料理と同様、黒インゲン豆・赤インゲン豆などの豆類や肉類、バナナなどが食材として使われているのが特徴である。標高差のある国土を利用して、キャベツやブラックベリーなどの温帯の作物も周年収穫することができるため、食材の種類は豊富である。
前述のようにコスタリカにおける食の中心は豆類や肉類であり、また米も主食として日常的によく食べられる。メキシコ、グアテマラやニカラグアなどの他の中米諸国と同様、トウモロコシの粉でつくった薄いクレープ状のトルティーヤも様々な料理と共に食べられる。他に魚介類も食べられており、代表的な料理の中にはセビチェのように魚を使ったものもあるが、通常は魚介類よりも肉類の方がポピュラーである。豚肉は比較的値段が高く、牛肉や鶏肉ほどには使われない。家庭料理ではジャガイモやニンジンをトマトソースで煮込んだものなど、トマト風味の煮込み料理が多い。
味付けの基本としてはピーマン、セロリ、タマネギなどの野菜が使われるほか、香辛料としてコリアンダーやクミンがよく使われる。唐辛子の使用は割と少ない。

## 代表的な食材

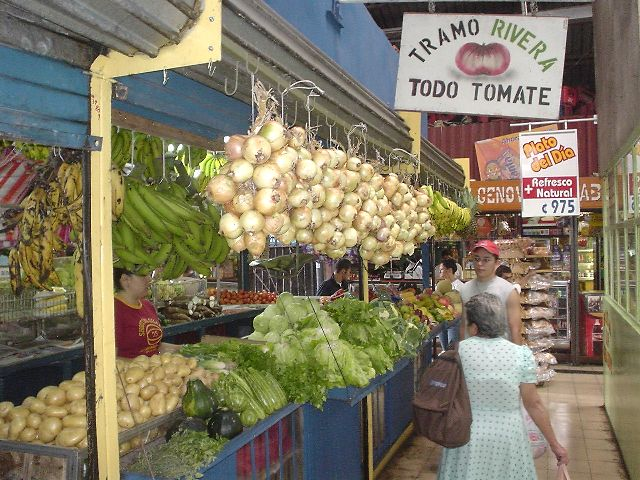
市場の風景

黒いんげん豆 (Frijoles Negros)
インゲン豆の一種で、他の中米諸国と同様に最もポピュラーな食材のひとつ。煮込んだ豆は、食卓には必ずと言っていいほど登る。米料理（ガジョ・ピント）やスープ（ソパ・ネグラ）の材料などに使われる。黒いんげん豆ほど多くはないが、赤いんげん豆 (Frijoles Rojos) も食べられている。
ケソ・ブランコ (Queso Blanco)
ラテンアメリカで広く食べられている、塩味のフレッシュチーズ。木綿豆腐をもう少し硬くしたような食感で、しこしこした歯ごたえがある。薄く切って油で炒めたり、熟した料理用バナナを潰したものでくるんで揚げたりする。
米 (Arroz)
スペイン料理の影響と思われるが、米も日常的によく使われる。長粒種（インディカ米）なので粘り気がなく、炊いてもパサパサしている。副食として用いるほか、米を乳で煮込んだデザート「アロス・コン・レチェ」の材料にもなる。
ヤシの芽 (Palmito)
コスタリカではヤシの芽（成長点）もポピュラーな食材の一つであり、缶詰や瓶詰で売られている。サラダや米のグラタン、パイの具などに用いる。
プランテン (Plátano)
調理用のバナナで、加熱しないと食べられない。スライスして油で揚げたりして食べる。未熟果は甘くないが、熟すにつれて甘みが出る。日本で知られているバナナよりは硬く、熟したバナナを揚げたものはサツマイモの天ぷらのような食感がある。
サルサ・リサーノ (Salsa Lizano)
コスタリカのリサーノ社が1920年から生産している、野菜と香辛料をベースにした薄茶色のソース。淡い甘さと酸味がある。ガジョ・ピントの味付けに使うほか、食卓で好みの料理にかけて食べる。
ユカ (Yuca)
甘味種のキャッサバ。揚げたり茹でたり、オージャ・デ・カルネなど煮込み料理に加える。ユカを薄切りにして揚げたユカチップスも作られている。
ニャメ (Ñame)
ヤムイモの一種。オージャ・デ・カルネなど煮込み料理に加える。
アチョーテ (Achiote)
ベニノキの種子。アロス・コン・ポジョなどの色づけに用いる。
ペヒバジェ (Pejibaye)
ヤシの一種の果実。塩茹でにしたり甘く煮たりして副菜やおやつとして食べる。

## 代表的な料理

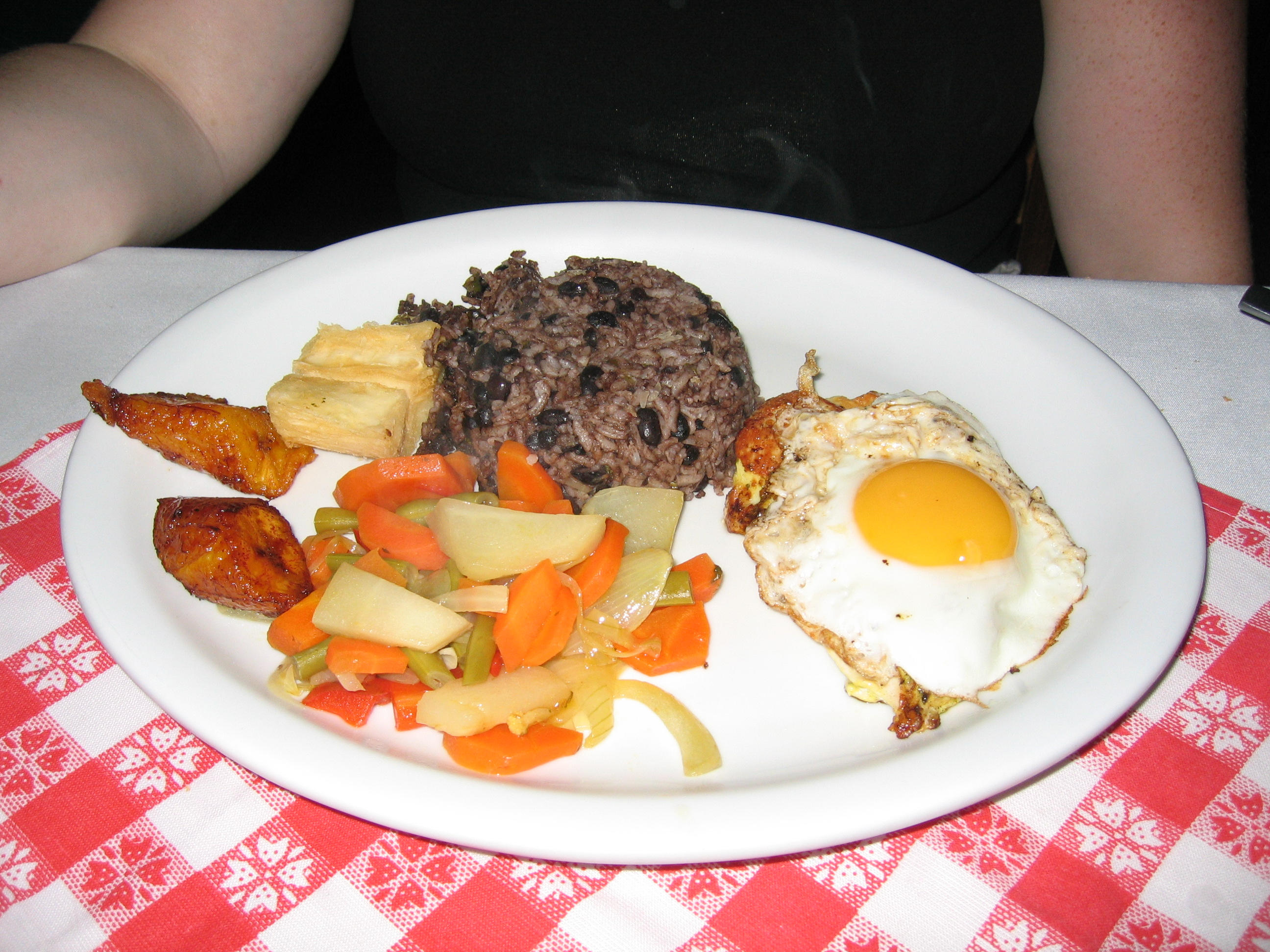
中央奧から時計回りにガジョ・ピント、目玉焼き、野菜料理、揚げたプランテン、ユカ

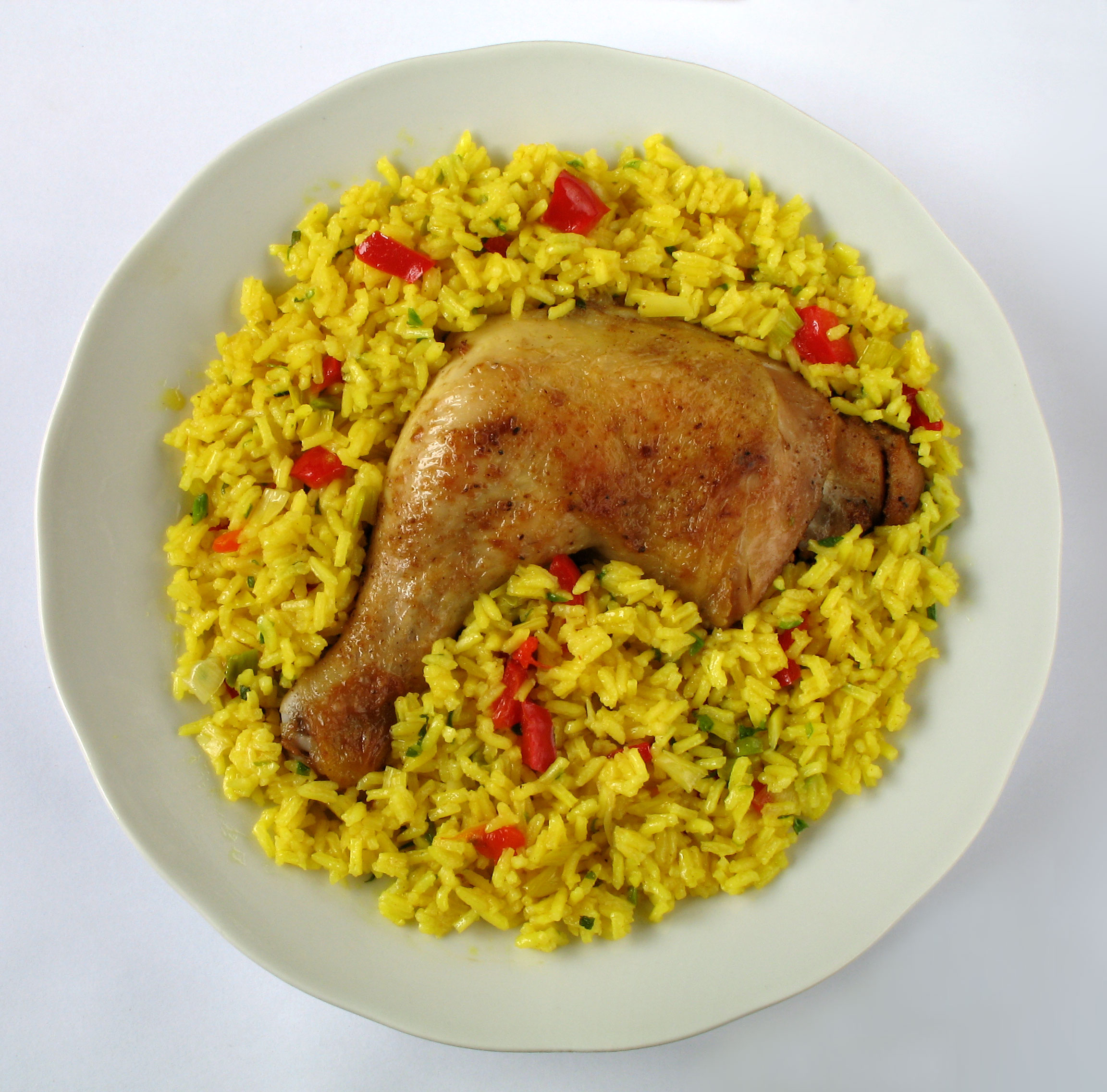
国民食とされるアロス・コン・ポジョ

ガジョ・ピント (Gallo Pinto)
黒いんげん豆と一緒に炊いた米飯をタマネギ、ニンニク、ピーマン、コリアンダーリーフと炒め、さらにそれを豆の茹で汁とサルサ・リサーノで炒め煮したもの。夕食で残ったご飯と黒いんげん豆を炒め合わせることが多い。見た目や味わいが日本の赤飯にどことなく似ているが、インディカ種の米なので粘り気は全くない。好みにより、これにトルティーヤやナティージャ（natilla, サワークリーム）を添えて食べる。メインディッシュの副食としてよく付いてくるほか、目玉焼きやベーコンを添えて朝食に食べたりもする。名称は「斑の雄鶏」の意。中米やカリブ海地方一帯でポピュラーな料理であり、地域によってはアロス・コン・フリホレス (Arroz con frijoles) やモロス・イ・クリスティアノス (Moros y Cristianos) などの名称で呼ばれることもある。コスタリカのカリブ海沿岸地域やキューバにもこれに似たコングリ (Congrí) という料理があるが、こちらは赤いんげん豆を用いる。

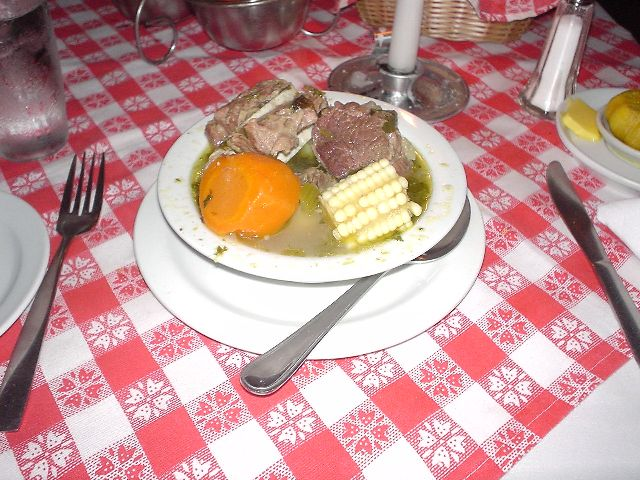
オージャ・デ・カルネ

オージャ・デ・カルネ (Olla de Carne)
ジャガイモ、ユカイモ、トウモロコシ、ニンジンなどの野菜類と牛肉を煮込んだスープ。レストランではサイドメニューとして扱われているが、付け合せのパンとトルティーヤとこれだけで十分にメインディッシュになるくらいのボリュームがある。塩とオレガノや胡椒などの香辛料でさっぱりした味付けがされており、日本人の口にも合う。オージャ・デ・カルネは代表的な家庭料理でもあり、家庭によって具が多少変わる。

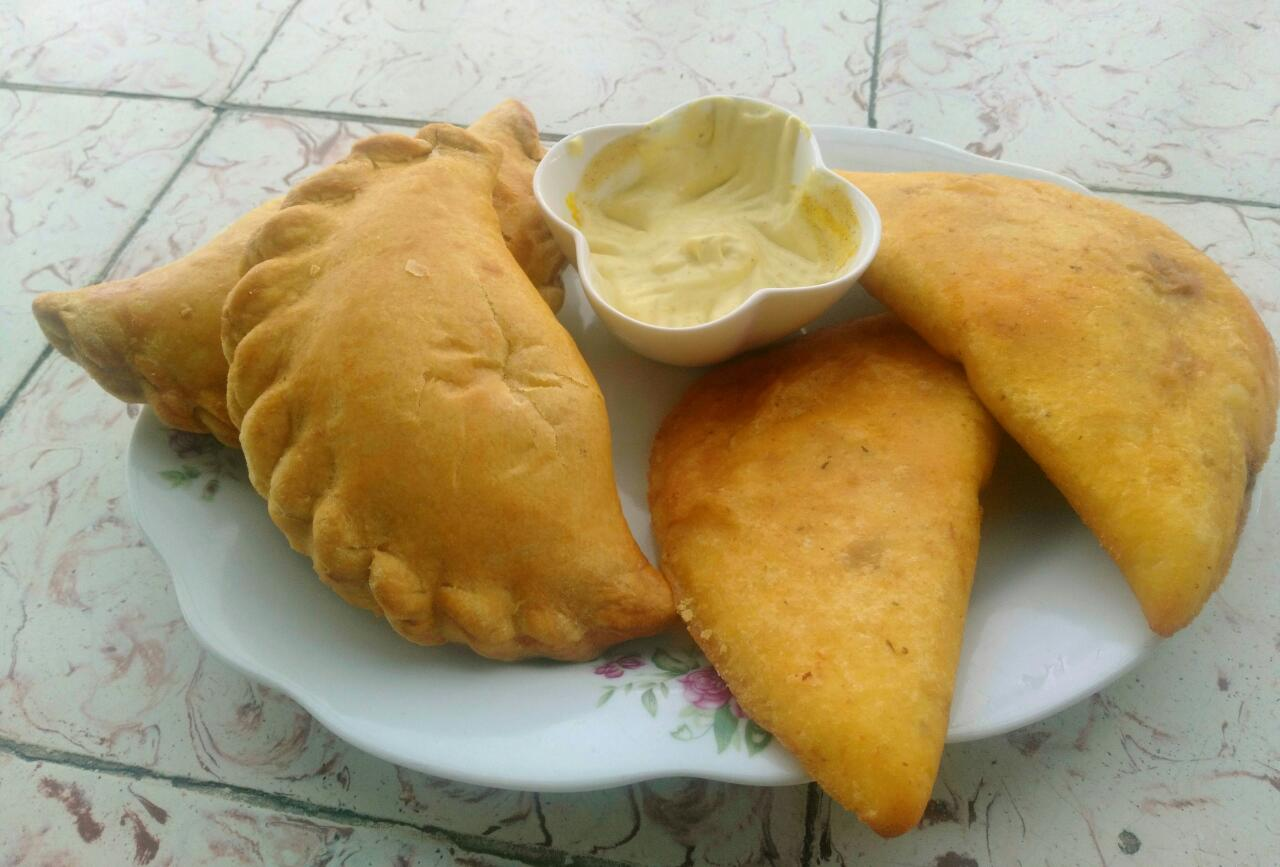
エンパナーダ

エンパナーダ (Empanada)
トウモロコシの粉や小麦粉で作った皮に具を包んで揚げた、半月形のパイ。起源はスペインだが、メキシコからアルゼンチンまで中南米を代表する料理でもあり、コスタリカでも最もポピュラーな料理の一つ。具は、ソーセージ類や鶏肉のトマト煮込みなどのほか、基本的に何を入れてもよく、コスタリカではバナナやパイナップルを入れてデザート風にしたエンパナーダもある。
カサード (Casado)
コスタリカ風定食のことで、一般には牛肉、鶏肉、魚などのメイン料理に米、豆類、キャベツのサラダ、フライドポテトなどが盛り合わせでついてくる。値段が安く人気のある料理。
セビチェ (Ceviche)
白身魚の一種であるコルビーナ（Corvina：ニベやグチなどのニベ科に属する魚の総称）をタマネギ、セロリや赤ピーマン、コリアンダーリーフなどと一緒にレモン汁で漬けたもの。あっさりとしていてビールのつまみになどにも用いられる。地方によってはコルビーナのかわりにエビや貝を入れることもある。メキシコやペルーでも見られる料理。トストーネスを添えて食べる。
アロス・コン・ポジョ (Arroz con Pollo)
鶏肉やタマネギなどを炊き込んだピラフ風の米料理。アチョーテを加えて山吹色に着色する。コスタリカの国民食。
チチャロン (Chicharrón)
脂身のついた豚の皮の揚げ物。ポーク・スクラッチングに似ているが、外側だけをかりっと揚げ、内部はやわらかくジューシー。ライム汁をふって食べる。
ピカディージョ (Picadillo)
キャベツ、ジャガイモ、ハヤトウリ、ニンジン、ピーマン、トマトなどをさいの目に切り、蒸し炒めにした料理。
エンサラダ・ルサ (Ensalada Rusa)
「ロシア風サラダ」。ポテトサラダの一種でロシア料理のオリヴィエ・サラダが元になっているが、普通鶏肉は入らずに茹でたテーブルビートが入るため、マゼンタ色になる。
トストーネス (Tostones)
未熟なプランテンを輪切りにし、押し潰してから素揚げにしたもの。パタコーネス (patacones) とも。
エスカベチェ (Escabeche)
トウガラシやニンジンに火を通して酢漬けにした料理。
ソパ・ネグラ (Sopa Negra)
黒いんげん豆の煮汁に刻みタマネギを加え、鶏卵を割り入れて火を通した、文字通りの「黒いスープ」。
アロス・コン・レチェ (Arroz con Leche)
米を牛乳と砂糖で煮込み、シナモンで香りをつけたデザート。
プディン・デ・パン (Pudín de Pan)
ブレッドプディング。スライスしたパンの代わりにパン粉を使う。
ドゥルセ・デ・レチェ (Dulce de Leche)
牛乳と砂糖を煮詰めて作るスプレッド。固形状になるまで煮詰めたものはカヘタ (cajeta) という。
オルチャータ (Horchata)
米や種実類、種子類を水に浸けてから挽いて乳液状にし、バニラやシナモンで香りをつけたミルクセーキ風の甘い飲み物。スペイン起源。
トレス・レチェス (Tres Leches)
スポンジケーキに無糖練乳、加糖練乳、クリームを混合したものを染み込ませたケーキ。